# Terremoto de Haití de 2021
El terremoto de Haití de 2021 ocurrió a las 08:29:08 hora local (UTC-5) del sábado, 14 de agosto de 2021, con una magnitud de 7.2 MW. Tenía un hipocentro de 10 kilómetros de profundidad cerca de Petit-Trou-de-Nippes, aproximadamente a 150 kilómetros (93 millas) al oeste de la capital, Puerto Príncipe. Al menos 136 800 edificios resultaron dañados o destruidos, mientras se estableció un número de 2248 muertos, 329 desaparecidos y 12 763 heridos. Fue el terremoto más mortífero y el desastre natural más mortífero de 2021, es el peor desastre que ha azotado Haití desde el terremoto de 2010. La UNICEF calcula que más de medio millón de niños se vieron afectados. La Dirección General de Protección Civil de Haití (DGPC) advirtió sobre una posible gran crisis humanitaria resultante del terremoto.
La USAID proporcionó 32 millones de dólares en ayuda exterior a Haití para los esfuerzos de reconstrucción luego del devastador terremoto. Este terremoto tuvo la mayor cantidad de víctimas de cualquier desastre desde el Terremoto de Célebes de 2018, que mató a entre 4340 y 5007 personas, en su mayoría por un tsunami.

## Ajuste tectónico
El terremoto se produjo como resultado de un movimiento inverso oblicuo a lo largo de la zona de la falla de Enriquillo-Jardín de Plátano, a 125 km al oeste de la capital haitiana, Puerto Príncipe. El terremoto ocurrió a 10 km de profundidad, en una falla inversa que golpeaba hacia el oeste y se sumerge hacia el norte con un componente de deslizamiento lateral izquierdo, o una falla que golpea el sureste y se sumerge hacia el suroeste con un componente de deslizamiento lateral derecho. En la ubicación del terremoto, el límite de la placa local está dominado por el movimiento de deslizamiento de huelga lateral izquierdo y la compresión. El límite de la placa en esta ubicación acomoda hacia el este, el movimiento lateral izquierdo de la placa del Caribe en relación con la placa de América del Norte. Como tal, el terremoto probablemente ocurrió en el plano de falla de inmersión este-oeste, norte, con un componente de deslizamiento lateral izquierdo.
La ubicación y las soluciones del mecanismo focal del terremoto son consistentes con el evento resultante principalmente de fallas inversas con un componente de falla de deslizamiento lateral izquierdo en la zona de falla de Enriquillo-Plantain Garden (EPGFZ). En general, la ZFP tiene capacidad para unos 7 mm/año de movimiento, casi la mitad de la convergencia oblicua total entre las placas del Caribe y América del Norte (~20 mm/año). Haití ocupa la parte occidental de la isla de La Española, una de las Islas Antillas Mayores, situada entre Puerto Rico y Cuba. En el terremoto de ubicación, el movimiento entre las placas del Caribe y América del Norte se divide entre dos de los principales sistemas de fallas de deslizamiento de ataque con tendencia este-oeste: el sistema de fallas Septentrional en el norte de Haití y la ZFI en el sur de Haití.

## Terremoto
Según el Servicio Geológico de los Estados Unidos, el terremoto ocurrió como resultado de una falla oblicua-inversa en la zona de falla de Enriquillo-Plantain Garden. La falla es un límite de placa de transformación que separa la placa del Caribe de la microplaca de Gonave. Se cree que la misma falla de deslizamiento lateral izquierdo fue la fuente de los terremotos de 1751 y 1770 que destruyeron la capital, Puerto Príncipe. Más recientemente, la misma característica geológica también causó el terremoto de 2010 que mató a 316 000 personas.
La intensidad del terremoto alcanzó la escala de intensidad de Mercalli modificada (MMI) IX (Muy destructivo) en Los Cayos y MMI VI (Fuerte) en Puerto Príncipe. El epicentro del terremoto de 2010 estuvo mucho más cerca de Puerto Príncipe (25 km), y su calificación MMI fue VII (Muy fuerte).
Se emitieron alertas de tsunami para el país, que se cancelaron ese mismo día.

### Réplicas
Múltiples réplicas se han registrado tras la sismo principal, el más fuerte siendo M w 5.8 en magnitud y centrada aproximadamente 65 kilómetros más al oeste en la Península de Tiburón. Nuevos temblores sacudieron la ciudad de Los Cayes el 19 de agosto de 2021. Se registraron varias víctimas.
| Fecha y hora (UTC)  | Localización                      | M   | MMI | Ref    |
| ------------------- | --------------------------------- | --- | --- | ------ |
| 2021-08-14 08:29:08 | 10 km SSE de Petit-Trou-de-Nippes | 7.2 | IX  | [ 20 ] |
| 2021-08-14 12:49:33 | 20 km WNW de Cavaillon            | 5.2 | V   | [ 21 ] |
| 2021-08-14 16:08:03 | 10 km NW de Baradères             | 5.1 | VII | [ 22 ] |
| 2021-08-14 17:05:19 | 2 km ESE de Baradères             | 5.2 | VII | [ 23 ] |
| 2021-08-14 18:11:10 | 12 km NNE de Baradères            | 5.1 | III | [ 24 ] |
| 2021-08-15 02:37:53 | 11 km NW de Petit Trou de Nippes  | 5.0 | III | [ 25 ] |
| 2021-08-15 03:20:45 | 12 km NNE de Chardonnières        | 5.8 | VII | [ 26 ] |

### Réplicas de 2022
El 24 de enero de 2022, la misma región sufrió dos réplicas de 5,3 y 5,1 Mw respectivamente. Las réplicas mataron a dos personas; uno por un derrumbe en Fonds-des-Nègres, y el otro en Anse-à-Veau por el derrumbe de un muro. 52 personas también resultaron heridas. Al menos 191 casas fueron destruidas y 600 sufrieron daños en Nippes.

## Daños

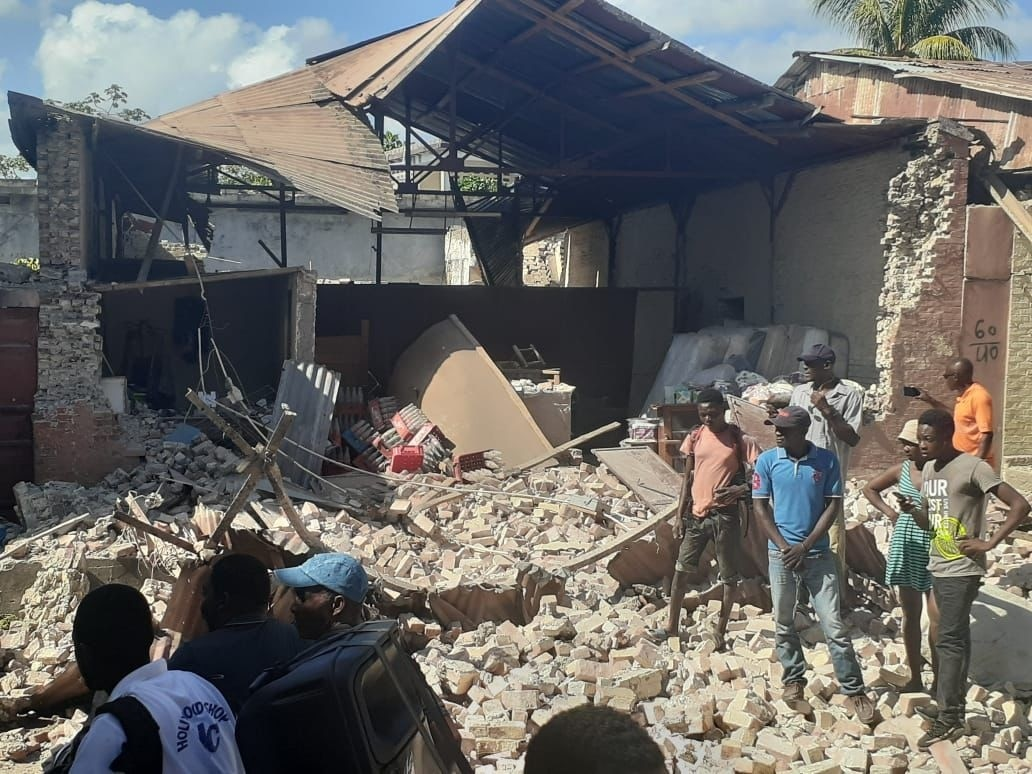
Personas damnificadas por el sismo.

La ciudad de Los Cayos, la tercera más grande de Haití, fue la más cercana al epicentro del terremoto. La ciudad sufrió grandes daños, incluidos muchos hogares, lugares de culto y edificios comerciales derrumbados. Según la Agencia de Protección Civil de Haití, al menos 37 000 o más viviendas fueron destruidas y otras 46 000 resultaron dañadas al 16 de agosto. La Dirección General de Protección Civil de Haití informó más tarde que más de 60 700 viviendas fueron destruidas. destruidos y 76 100 más han sufrido daños hasta el 18 de agosto. También hubo varios hoteles que sufrieron graves daños o colapsaron. Al menos 53 instalaciones médicas sufrieron daños parciales y seis quedaron totalmente destruidas. Además de eso, el terremoto dañó o destruyó 308 escuelas.

### Lugares de adoración
La Iglesia Immaculee Conception de Les Anglais, un hito histórico construido en 1907, se derrumbó cuando se produjo el terremoto durante un servicio masivo. El derrumbe de la fachada de la iglesia mató a 17 personas entre las edades de 3 y 24 años. Dos personas atrapadas bajo los escombros fueron rescatadas por trabajadores de la construcción cercanos.
En la aldea de Toirac, a las afueras de la ciudad de Los Cayes, 20 personas murieron en el derrumbe de la iglesia de St. Famille du Toirac durante una sesión fúnebre.
En Marceline, una pequeña ciudad a 30 minutos de Los Cayes, la principal iglesia católica se derrumbó y murieron dos mujeres que la limpiaban. En la diócesis de Les Cay, más de 220 lugares de culto católicos fueron destruidos.

### Patrimonio cultural
Además de la pérdida de vidas humanas, también se ha informado de la destrucción de edificios de gran valor histórico.
En Los Cayos, hubo desprendimientos y derrumbes en la fachada de la Catedral de Nuestra Señora de la Asunción y la Iglesia del Sagrado Corazón de Les Cayes sufrió la caída del transepto izquierdo y las naves laterales terminaron con graves grietas.
En Jeremie, la monumental Catedral de San Luis de Francia fue parcialmente destruida, incluyendo su torre, las naves laterales, esculturas de la fachada y el techo (el cual ya había sido destruido por el Huracán Matthew en 2016).

## Damnificados
El primer ministro haitiano, Ariel Henry, declaró el estado de emergencia debido al elevado número de víctimas y los graves daños. Al menos 2189 personas murieron debido al mortal terremoto. El Hôtel Le Manguier en Los Cayos se derrumbó en el terremoto, matando a varias personas, incluido Gabriel Fortuné, el exsenador y exalcalde de la ciudad. Partes de la residencia del obispo católico en dicha ciudad colapsaron, matando a un sacerdote y dos empleados e hiriendo al cardenal Chbly Langlois. Además de las muertes, al menos 12 268 personas han resultado heridas y 344 siguen desaparecidas.
Un informe publicado por Unicef el 30 de agosto de 2021 indicó que al menos 650 000 personas, 250 000 de ellas niños, se habían visto afectadas por el terremoto y necesitan ayuda humanitaria. Se estima que 81 000 haitianos no tienen acceso a agua potable. Las Naciones Unidas en Haití dijeron que 650 000 haitianos necesitan ayuda humanitaria, y el Programa Mundial de Alimentos declaró que 754 200 están experimentando inseguridad alimentaria.
Según las Naciones Unidas, Haití necesita más de 187 millones de dólares de ayuda para apoyar a Haití después del desastre.

## Secuelas
Los equipos de búsqueda y rescate de la policía haitiana y los trabajadores del departamento de salud de Haití contaron con voluntarios. Organizaciones benéficas extranjeras, organizaciones no gubernamentales y otros grupos de voluntarios enviaron trabajadores, suministros y equipo para ayudar en la recuperación y búsqueda y rescate.
El 23 de agosto, los rescatistas encontraron a 24 personas, 20 adultos y cuatro niños, con vida bajo los escombros de un edificio derrumbado cerca de la montaña Pic Macaya. Luego, los sobrevivientes fueron transportados a Camp-Perrin, donde recibieron tratamiento adicional por sus heridas. Pocos días antes, el 17 de agosto, 16 personas fueron rescatadas de un antiguo edificio ocupado por las Naciones Unidas en Los Cayes. Los equipos de rescate también recuperaron nueve cuerpos del edificio.
Las Naciones Unidas solicitaron más de 180 millones de dólares para ayudar en los esfuerzos de recuperación relacionados con la prestación de asistencia básica para la vida a las víctimas y el área circundante. Debido a la destrucción de la agricultura y los mercados críticos, la Administración de Agricultura y Alimentación de las Naciones Unidas solicitó 20 millones de dólares para ayudar a recuperar las prácticas agrícolas. Grand'Anse, Nippes y Sudd han sido citados como los más afectados por la pérdida y la escasez de alimentos.
Se ha citado al refugio como la mayor necesidad de la región afectada. Más de 50 000 hogares y refugios fueron destruidos. Los haitianos duermen en casas sin techos y paredes, campos abiertos y edificios públicos.

### Tropical Depression Grace
Los esfuerzos de rescate se vieron obstaculizados por la llegada de la lluvia de Tropical Depression Grace el 16 de agosto. El Centro Nacional de Huracanes dijo que se espera que Tropical Depression Grace produzca 15 pulgadas de lluvia en Haití, amenazando los esfuerzos de rescate y recuperación en el área afectada. Las lluvias torrenciales y las inundaciones provocadas por la tormenta han amenazado el área afectada con el potencial de deslizamientos de tierra.
Como resultado directo, muchas aldeas quedaron desconectadas y los habitantes comenzaron la reconstrucción voluntaria. La confianza hacia el gobierno es baja en las áreas ya que los ciudadanos no esperan ayuda debido a las grandes complicaciones, movilizando aún más el proyecto voluntario.

## Reacciones

### Nacionales
- Según el primer ministro Ariel Henry, los hospitales locales se han visto invadidos por la gran afluencia de víctimas heridas después del terremoto. Henry declaró un estado de emergencia de un mes para el país.[30]

### Internacionales
- Estados Unidos: El presidente Joe Biden autorizó la respuesta estadounidense para ayudar en las secuelas del terremoto, y nombró a la administradora de USAID, Samantha Power, para coordinar el alivio.[58] La Agencia de los Estados Unidos para el Desarrollo Internacional (USAID) dijo el 26 de agosto que se proporcionaría ayuda a Haití por valor de 32 millones de dólares estadounidenses para apoyar los esfuerzos de socorro en curso. El dinero se utilizaría para satisfacer necesidades inmediatas, como servicios médicos, alimentos, refugio, agua potable y artículos sanitarios.[59]
- Naciones Unidas: La ONU solicitó al gobierno brasileño, el despliegue en Haití del Ejército Brasileño y de la Infantería de Marina, con el fin de asegurar la estabilidad frente a la crisis humanitaria en curso.[60] La solicitud fue confirmada por el presidente Jair Bolsonaro.[60] Las Fuerzas Armadas de Brasil también participaron en la Misión de Estabilización de las Naciones Unidas en Haití (MINUSTAH) entre 2004 y 2017.
- Canadá: El primer ministro Justin Trudeau, dijo que la nación está "lista para ayudar de cualquier manera" a raíz del evento. El gobierno canadiense emitió una advertencia de viaje contra los viajes a Haití.[61]
- México:  El gobierno mexicano envió un C-295 y un C-130 de la Fuerza Aérea Mexicana, cargando 15 400 kg (33,069.3 lb) medicamentos y suministros para las personas afectadas.[62] El 16 de agosto, tres aviones de la Secretaría de Defensa Nacional y Marina de México arribaron a Haití con ayuda. Los dos primeros aviones que llegaron transportaron alimentos, artículos de higiene y suministros médicos. En el tercer avión llegaron alimentos y artículos de supervivencia adicionales. También se enviaron a Haití equipos de rescate y recuperación como montacargas, dispositivos de filtración de agua, lámparas, mantas y palas.[63]
- Chile: El presidente de la República de Chile Sebastián Piñera en su cuenta oficial de Twitter ordenó ayuda humanitaria tras el devastador terremoto de Haití y colaboró con el envío de rescatistas del Cuerpo de Bomberos hacia Haití. Se ordena el envío de 16 toneladas de ayuda humanitaria, incluyendo artículos de primera necesidad y medicamentos. Junto a los gobiernos de Panamá y Costa Rica, coordinan el envío de ayuda humanitaria por parte de esos países, Chile se haría cargo del transporte aéreo.[64][65]
- Ecuador: El alcalde de Quito, Jorge Yunda envió un grupo de 34 bomberos para ayudar en los esfuerzos de búsqueda y rescate.[66][67]
- Argentina: El canciller argentino Felipe Solá ordenó el despliegue de la Comisión Cascos Blancos en la zona para asistir a las autoridades locales en misiones humanitarias. Solá afirmó además que Argentina está dispuesta a desplegar más personal en misiones de rescate.[68]
- Colombia: El gobierno nacional de Colombia ordenó el envío 16 toneladas de ayuda humanitaria junto con un equipo de 30 rescatistas y dos caninos especializados en búsqueda y salvamento.[69]

### Otras
- La tenista profesional japonesa Naomi Osaka, que es de ascendencia haitiana, declaró en un tuit que donaría todo el dinero de su premio obtenido en el Masters de Cincinnati para apoyar los esfuerzos de rescate y recuperación en curso en Haití.[70]
- La fundación pontificia Aid to the Church in Need prometió una ayuda de 500 000 euros para ayuda y apoyo de emergencia inmediata tras el terremoto.[71]
- La marca estadounidense de ropa deportiva Skechers anunció el 19 de agosto que contribuiría con 1 millón US$ en donaciones para apoyar los esfuerzos de rescate y recuperación en curso. La marca dijo que estaría donando a tres organizaciones; CORE (Esfuerzo de socorro organizado por la comunidad), Hope for Haiti y World Central Kitchen.[72]
- Kenneth Cole está donando un porcentaje de sus ventas netas a la Fundación St. Luke y les pide a sus clientes que donen 10 $ para apoyo adicional.[73]
- Amazon ha enviado más de 35 000 artículos de emergencia a Haití: incluidos suministros médicos, carpas, filtros de agua y más.

## Preocupaciones políticas y humanitarias

### Asesinato de Moïse y gobierno actual
El primer ministro Jovenel Moïse fue asesinado en su casa el 7 de julio de 2021. Cuarenta y cuatro personas fueron arrestadas en relación con el asesinato y la muerte de Moïse dejó a Haití en medio de la agitación política. La fecha oficial de las elecciones presidenciales está fijada para el 7 de noviembre de 2021. El presidente en funciones, Ariel Henry, dijo que el país debe nombrar una nueva junta electoral y lidiar con la creciente violencia de las pandillas y los saqueos. La falta de un gobierno fuerte da como resultado una distribución de ayuda desorganizada y más espacio para la violencia de las pandillas y el saqueo.

### Violencia de pandillas y saqueos
Las pandillas se han apoderado de barrios y pueblos de Haití. "Según la Red Nacional de Defensa de los Derechos Humanos, hay más de 90 pandillas en el país, probablemente con miles de miembros y mucho más poderosas que la policía", informa Bloomberg. Las pandillas controlan las principales carreteras que se dirigen al sur. A mediados de agosto, la pandilla anunció un alto el fuego para permitir que camiones usaran la carretera para brindar ayuda a las comunidades del sur. Varios camiones fueron saqueados a punta de pistola, a pesar de la tregua. El 19 de agosto, dos de los médicos de Haití, incluido uno de los pocos cirujanos ortopédicos, fueron secuestrados. No está claro si las pandillas fueron responsables de estos secuestros; sin embargo, el secuestro es una práctica común de las pandillas. Los secuestradores contactaron a las familias del médico, sin embargo, se desconocen las demandas de rescate.